# Botryobasidium robustius
Botryobasidium robustius är en svampart som beskrevs av Pouzar & Hol.-Jech. 1967. Botryobasidium robustius ingår i släktet Botryobasidium och familjen Botryobasidiaceae.   Inga underarter finns listade i Catalogue of Life.